# Hřivice
Hřivice település Csehországban, Lounyi járásban. Hřivice Tuchořice, Pnětluky, Lipno, Zbrašín, Domoušice és Opočno településekkel határos. Lakosainak száma 642 fő (2024. január 1.).

## Népesség
A település lakosságának változását az alábbi diagram mutatja:
| Lakosok száma | 1076 | 1286 | 1414 | 1074 | 740  | 582  | 618  | 634  | 623  | 642  |
|               | 1869 | 1890 | 1921 | 1950 | 1980 | 2001 | 2017 | 2019 | 2022 | 2024 |